# David Lisnard
David Lisnard (/da.vid lis.naʁ/), né le 2 février 1969 à Limoges (Haute-Vienne), est un homme politique français.
Président de Nouvelle Énergie et vice-président des Républicains, il est notamment maire de Cannes depuis 2014, vice-président du conseil départemental des Alpes-Maritimes depuis 2015, président de la communauté d'agglomération Cannes Pays de Lérins depuis 2017 et président de l'Association des maires de France depuis 2021.

## Situation personnelle

### Origines et famille
Issu d’une vieille famille de pêcheurs installés à Cannes depuis le XVe siècle, David Lisnard naît le 2 février 1969 à Limoges, où ses parents ont vécu plusieurs années. Son arrière-grand-père Léon Lisnard, un entrepreneur du BTP, construisit le marché Forville situé au cœur du quartier historique de Cannes, et ses grands-parents Raymond Lisnard et son épouse, ont tenu l’hôtel cannois Le Soleil d’Azur.
Son père, Denis Lisnard (1944-2024), commence sa carrière de footballeur professionnel à l’AS Cannes, puis la poursuit en D2 au Limoges FC de 1968 à 1970 et au FC Bourges de 1970 à 1974, puis il sera entraîneur de l'équipe du Vigenal de Limoges.
Sa mère, Jacqueline Peraldi (1938), une ancienne danseuse de ballet au Grand-Théâtre de Bordeaux, à l'Opéra de Lille et au Théâtre Ledoux de Besançon, dirige des cours de danse au centre culturel Jean Gagnant de Limoges. Ses parents, ayant fait tous deux une carrière sportive dès l'adolescence, se reconvertissent ensuite dans le commerce et possèdent plusieurs enseignes à Limoges et à Cannes.

### Études et formation
David Lisnard commence sa scolarité à Limoges puis il la poursuit au lycée Carnot de Cannes et il passe son baccalauréat au lycée Bristol de Cannes.
David Lisnard est diplômé de l'Institut d'études politiques de Bordeaux (promotion 1992),.

### Carrière professionnelle
Dans le livre « David Lisnard, le réveil de la droite » que lui consacre le journaliste Quentin Hoster, David Lisnard confie avoir exercé durant sa jeunesse plusieurs petits boulots pour financer ses études : serveur, pontonnier, livreur de pizzas, déménageur, pompiste et boucher dans une grande surface.
Plus tard, il travaille également comme pigiste pour les Magazines de France, la Centrale des Artistes et pour quelques revues spécialisées. Il réalise à cette occasion des entretiens avec notamment Denis Tillinac ou Jean-Yves Lafesse.
En 2001, David Lisnard devient président du Palais des Festivals de Cannes. Au regard de ses résultats obtenus à la SEMEC,comme au SICASIL, où il obtient une baisse de 25 % du prix de l'eau pour les usagers, il devient, en juin 2008, président de Service Public 2000, le principal cabinet de conseil aux collectivités locales. Propriétaire de magasins de vêtements sur la commune, il cède ses derniers commerces en 2016.

### Vie privée
Remarié avec Jacqueline Pozzi, une journaliste avec laquelle il est en couple depuis 2016, il est père de trois enfants,.

## Parcours politique

### Débuts
Il milite pour Jacques Chirac aux élections présidentielles de 1988 et 1995.
De 1996 à 1999, David Lisnard est directeur de cabinet et attaché parlementaire de Jacques Pélissard, député-maire de Lons-le-Saunier, vice-président de l’Association des maires de France.
En juin 2008, il intègre les instances nationales de l'UMP en tant que conseiller exécutif. Par ailleurs, il est membre du comité départemental de l’UMP des Alpes-Maritimes.
Sous ses deux mandats de maire de Cannes, la ville enregistre une baisse historique de la dette,.

### Conseiller général puis départemental
Le 16 mars 2008, David Lisnard est élu conseiller général des Alpes Maritimes (canton de Cannes-Est).
Le 22 mai 2014, David Lisnard est élu vice-président du conseil général, délégué au tourisme.
Pour les élections départementales de 2015, David Lisnard se représente à Cannes, où il avait remporté 52,58 % des suffrages lors des précédentes cantonales de 2008. Cette fois, c'est au côté de Chantal Azémar-Morandini dans un nouveau canton de Cannes-2. Leur liste est élue dès le premier tour avec 54,52 % des suffrages exprimés.

### Suppléant de Bernard Brochand
Il est suppléant de Bernard Brochand, pour la XIVe législature (2012-2017), dans la 8e circonscription des Alpes-Maritimes.
Organisant la primaire ouverte de la droite et du centre dans les Alpes-Maritimes, il ne soutient aucun candidat. Après la victoire de François Fillon, il devient l'un de ses porte-parole. Pendant la campagne présidentielle, il défend en particulier l’idée de « coupes franches dans la fonction publique » et l’augmentation de la durée du travail pour les fonctionnaires sans compensation salariale équivalente.
En février 2018, il intègre à la demande de Valérie Pécresse l'organigramme de Libres !, le mouvement de la présidente de la région Ile-de-France.

### Président du comité régional du tourisme
Lors de l'assemblée générale du 29 juin 2015, David Lisnard, est élu président du comité régional du tourisme Côte d'Azur avec comme slogan : « Il faut en finir avec le Côte d'Azur bashing » en affirmant sa volonté d'« écrire une nouvelle page du tourisme azuréen en faisant du CRT une véritable agence de développement de la marque Côte d'Azur »,.

### Conseiller municipal de Cannes
En 2001, David Lisnard est élu conseiller municipal de la ville de Cannes, après avoir été directeur de campagne de Bernard Brochand, le nouveau maire. Il officie alors comme 2e adjoint de Bernard Brochand, en ayant les délégations du développement économique, du tourisme, de l’événementiel, de l’emploi, des cultes et des problèmes de proximité.
La même année, il est nommé président de la SEMEC (gestion du palais des Festivals et des Congrès de Cannes). Sous sa présidence, le palais devient le premier établissement de ce type en France en matière de chiffre d'affaires (Paris exclu). Il préside également le syndicat intercommunal traitant de l'eau potable du bassin cannois (SICASIL).
En 2008, David Lisnard est réélu conseiller municipal et devient premier adjoint, chargé des mêmes délégations que sous le mandat précédent.

### Maire de Cannes
Le 27 mars 2013, il annonce sa candidature à la mairie de Cannes pour les élections municipales de 2014. Il est notamment soutenu par l'ancien président Nicolas Sarkozy. Le maire sortant, Bernard Brochand, est présent sur sa liste.
La liste menée par David Lisnard l'emporte au second tour avec 58,97 % des voix. Il est élu maire par le conseil municipal le 5 avril 2014.
Le 14 septembre 2014, à l’occasion de sa rentrée politique sur la butte de Saint-Cassien, David Lisnard formule des propositions de réformes pour la France, dont la fusion du Sénat et du Conseil économique et social.
Fin juillet 2016, après l'attentat de Nice et comme d'autres maires avant lui,, il prend un arrêté interdisant le port « d'une tenue de plage manifestant de manière ostentatoire une appartenance religieuse alors que la France et les lieux de culte religieux sont actuellement la cible d'actes terroristes », ce qui suscite une polémique. Fin août 2016, le Conseil d'État statue sur l'illégalité d'une telle pratique lors du jugement en référé de l'arrêté similaire du maire de Villeneuve-Loubet. En mai 2018, la ville de Cannes est condamnée à rembourser l'amende d'une vacancière verbalisée en vertu de cet arrêté. Quatre ans plus tard, après l'assassinat de Samuel Paty le 16 octobre 2020, il publie une tribune dans laquelle il dit être « essentiel de lutter aussi contre l'islamisme à bas bruit ».
Sous son premier mandat, la ville de Cannes entreprend plusieurs démarches en faveur de la protection de la Méditerranée. C'est ainsi qu'en mars 2016, elle lance la campagne de sensibilisation « Ici commence la mer », reprise ensuite par plusieurs autres villes comme Collioure, Grenoble, Dijon ou Dinan. En 2019, la ville de Cannes impose une charte environnementale aux navires de croisières et lance, l'année suivante, un plan « Zéro plastique », proscrivant l'utilisation de vaisselle en plastique à usage unique de tous les exploitants du domaine public.

David Lisnard en 2020.

Le 15 mars 2020, il est réélu maire de Cannes, dès le premier tour, avec 88,08 % des voix,.
En mars 2020, pendant le premier confinement décidé par le Gouvernement dans le cadre de la pandémie mondiale de Covid-19, il décide d'ouvrir un second centre d’accueil pour les personnes sans domicile fixe au Palais des festivals. La ville de Cannes procède ensuite à une distribution massive de masques alternatifs cannois à sa population. Le 14 avril 2020, il réclame à l’État un plan Marshall du tourisme.

#### Lutte contre l'incivilité
Lors de sa campagne électorale de 2013, David Lisnard met en avant la lutte contre l'incivilité dans sa ville, parlant de « véritable enjeu de société », voulant faire de sa ville un laboratoire. En 2015, il annonce de nouveaux arrêtés municipaux,. Il développe tout un arsenal de moyens, dont :
- encore plus de caméras dans un réseau le plus dense de France : 468 caméras, soit environ une pour 156 habitants[50].
- une réorganisation entière de la police municipale pour quadriller le terrain[51].
- un déploiement de la police équestre en centre ville[52].

En 2016, un an après son lancement, la campagne de la ville « Stop aux incivilités ! » refait parler d'elle. Le plan de lutte contre l'incivisme est présenté au congrès des maires de France, du 31 mai au 2 juin, à Paris.

#### Défense du développement de l’activité spatiale à Cannes

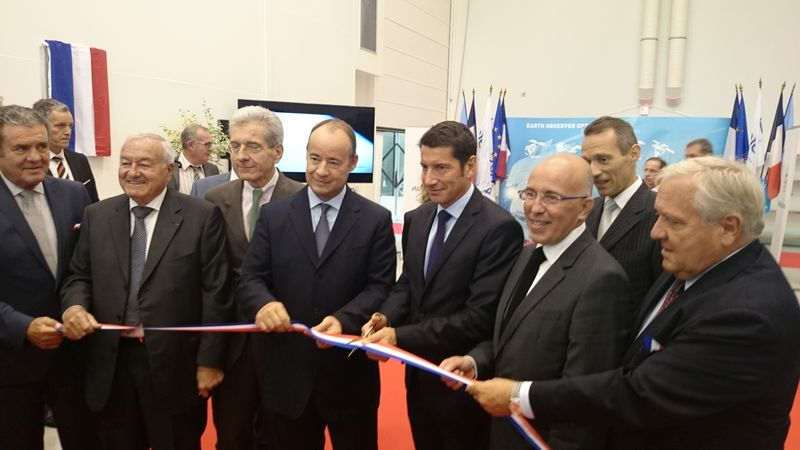
Inauguration du bâtiment Séléné, avec de gauche à droite : Henry Leroy, maire de Mandelieu ; Bernard Brochand, président Communauté d'agglomération des Pays de Lérins ; Adolphe Colrat, préfet des Alpes-Maritimes ; Jean-Loïc Galle, PDG Thales Alenia Space ; David Lisnard, maire de Cannes ; Éric Ciotti, président du conseil départemental des Alpes-Maritimes ; Alain Gournac, sénateur des Yvelines, membre du Groupe sur l'Espace (GPE).

David Lisnard, dans la continuité des actions de ses prédécesseurs, défend le développement de l'industrie spatiale à Cannes. Dans cette optique, il accueille, le 13 février 2015, Jean-Yves Le Drian, ministre de la Défense, et l’accompagne pour visiter l’entreprise locale de Thales Alenia Space, en présence de Jean-Loïc Galle, président de Thales Alenia Space, et Patrice Caine, directeur général de Thales. Thales Alenia Space, premier employeur privé des Alpes-Maritimes, qui a son siège social à Cannes, développe son implantation grâce à un partenariat majeur avec la mairie de Cannes. Ce partenariat comprend notamment un bail emphytéotique pour l’extension de son implantation, permettant ainsi le développement d’une nouvelle filière d’activité optique sur la commune.
Le 2 octobre 2015, il inaugure le nouveau bâtiment « Séléné », construit dans la continuité du projet « Odyssée » et du bail emphytéotique de la ville de Cannes,.
Le 20 juillet 2017, lors de son élection à la présidence de l'agglomération de Lérins, il promet de « renforcer le pôle spatial autour de Thales Alenia Space et du projet Odyssée, avec le développement d'un pôle d'industrie et d'économie créative, un territoire de créations, de mutualisations, de pépinières d'entreprises ».
Le 24 janvier 2018, David Lisnard est élu vice-président du GPE, le Groupe Pour l’Espace des élus français,.

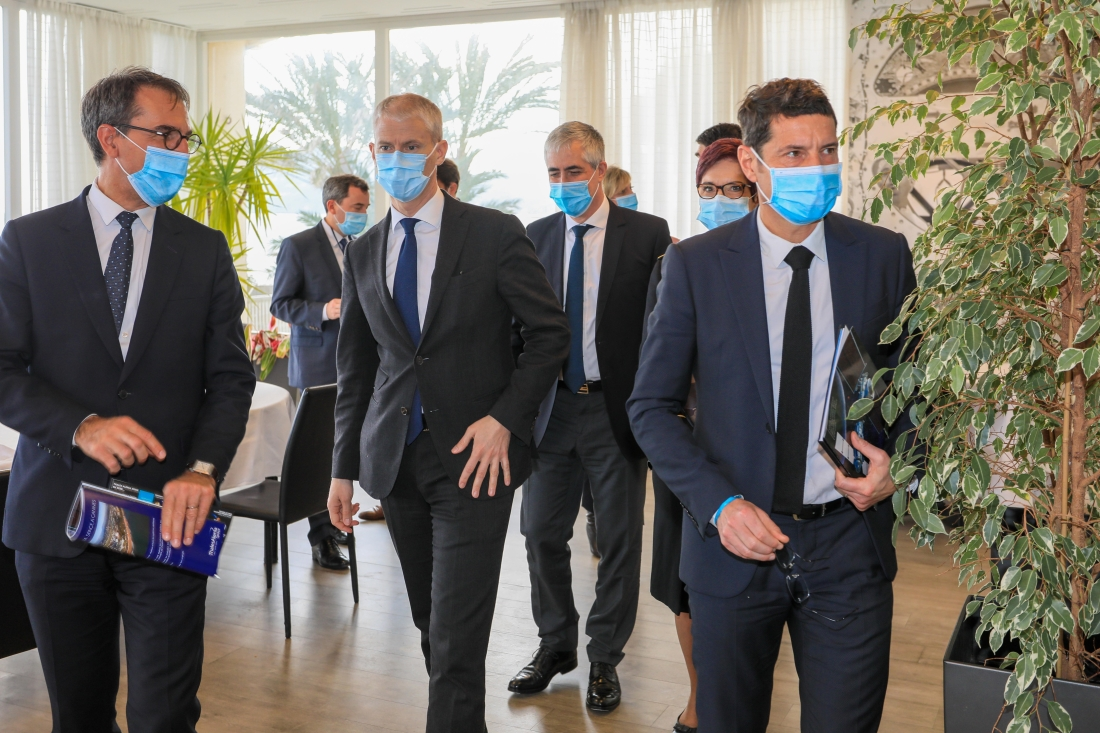
De gauche à droite : Hervé Derrey, PDG Thales Alenia Space ; Franck Riester ; Éric Imbert, vice-président de Thales Alenia Space chargé de l’international ; Anne Frackowiak-Jacobs, sous-préfète de Grasse ; David Lisnard, maire de Cannes.

### Président de l’Association des maires de France
Le 25 août 2021, François Baroin quitte la présidence de l'AMF et lui apporte son soutien pour lui succéder. Le 17 novembre 2021, grâce au soutien du candidat PS André Laignel, David Lisnard est élu à la tête de l’AMF avec 62,3 % des suffrages exprimés, face à Philippe Laurent, maire UDI de Sceaux et secrétaire général sortant de l’institution.
Il préconise la vaccination obligatoire contre la Covid pour les soignants, car ils sont les plus exposés au virus, mais dénonce la mise en place du « passe vaccinal », utilisé selon lui comme « une arme politique ».

### Parti Nouvelle Énergie
Le 9 juin 2021, à l’hôtel Molitor à Paris et en présence d’une quarantaine de soutiens, David Lisnard annonce le lancement national de son parti Nouvelle Energie,  en vue de l'élection présidentielle de 2022, puis de celle de 2027.
Le parti revendique en juillet 2025 11 000 adhérents, 1200 élus locaux, 90 relais départementaux, 14 référents expatriés et une vingtaine de parlementaires.
La Secrétaire générale du parti est Alexandra Martin, députée du groupe Droite Républicaine des Alpes-Maritimes. L’organisation repose sur une petite équipe de salariés, dont l’ancien patron du média Vice France, Romain Marsily, et l’ancien journaliste de Valeurs actuelles, Quentin Hoster, nommé en février 2025 directeur général adjoint.Depuis 2024, Hervé Novelli, ancien secrétaire d'État au Commerce et aux PME, est chargé de piloter le projet politique du parti.
Nouvelle Energie est un parti de droite libérale, attaché à l’instruction publique, la régulation de l’immigration et pourfendeur du wokisme. Son slogan est « Liberté, ordre, dignité ». Des groupes de travail rassemblant des dizaines d’experts issus de la société civile ou de la haute-fonction publique, travaillent sur un programme censé rompre avec l’impuissance publique. Le mouvement promeut notamment une réelle décentralisation par la création de provinces, à la place des régions et département, la baisse des dépenses publiques de 200 milliards d’euros sur cinq ans, l’introduction d’un étage obligatoire de capitalisation  dans le système de retraite, la suppression de la carte scolaire, la suppression de 600 000 postes de fonctionnairespar des non remplacements.
David Lisnard déclare vouloir se porter candidat à l’élection présidentielle de 2027 et se prononce en faveur d'une primaire à droite.

### Polémiques
En mai 2020, au début de la pandémie du Covid-19 et alors que la dangerosité du virus reste incertaine, David Lisnard fait désinfecter les plages de Cannes à l'eau oxygénée pendant 3 jours pour 8400€, malgré les avis du ministère de la santé ou du Haut conseil de la santé publique,. Fin mars 2020, il avait également fait désinfecter certaines rues à l'eau de Javel.
Le 14 octobre 2024, David Lisnard interpelle les éditions Hatier sur Twitter, sur une supposée absence du pacte germano-soviétique dans un de leurs manuels scolaires (pourtant présent) ; il maintient son message malgré une correction dans la journée par des historiens, enseignants et journalistes,.

## Synthèse des résultats électoraux

### Élections départementales
| Année | Parti | Parti | Canton   | Colistière               | Premier/unique tour | Premier/unique tour | Premier/unique tour | Issue |
| Année | Parti | Parti | Canton   | Colistière               | Voix                | %                   | Rang                | Issue |
| ----- | ----- | ----- | -------- | ------------------------ | ------------------- | ------------------- | ------------------- | ----- |
| 2015  |       | UMP   | Cannes-2 | Chantal Azémar-Morandini | 8 070               | 56,52               | 1er                 | Élu   |
| 2021  |       | LR    | Cannes-2 | Alexandra Martin         | 7 742               | 77,75               | 1er                 | Élu   |

### Élections cantonales
| Année | Parti | Parti | Canton     | 1er tour | 1er tour | 1er tour | 2d tour | 2d tour | 2d tour | Issue |
| Année | Parti | Parti | Canton     | Voix     | %        | Rang     | Voix    | %       | Rang    | Issue |
| ----- | ----- | ----- | ---------- | -------- | -------- | -------- | ------- | ------- | ------- | ----- |
| 2008  |       | DVD   | Cannes-Est | 4 554    | 42,75    | 1er      | 5 447   | 52,58   | 1er     | Élu   |

### Élections municipales
Les résultats ci-dessous concernent uniquement les élections où il est tête de liste.
| Année | Parti | Parti | Commune | 1er tour | 1er tour | 1er tour | 2d tour | 2d tour | 2d tour | Sièges obtenus | Sièges obtenus |
| Année | Parti | Parti | Commune | Voix     | %        | Rang     | Voix    | %       | Rang    | CM             | CA             |
| ----- | ----- | ----- | ------- | -------- | -------- | -------- | ------- | ------- | ------- | -------------- | -------------- |
| 2014  |       | UMP   | Cannes  | 14 458   | 48,80    | 1er      | 16 613  | 58,97   | 1er     | 40 / 49        | 24 / 29        |
| 2020  |       | LR    | Cannes  | 13 107   | 88,08    | 1er      |         |         |         | 49 / 49        | 29 / 29        |

## Ouvrages
- Avec Jean-Michel Arnaud, Refaire communauté : pour en finir avec l'incivisme, Paris, Hermann, 2018, 156 p. (ISBN 9782705695279).
- Avec Christophe Tardieu, La culture nous sauvera, Paris, L'Observatoire, 2021, 192 p. (ISBN 979-10-329-1404-5).
- Avec Christophe Tardieu, Les leçons de Pompidou, Paris, L'Observatoire, 2024, 285 p.  (ISBN 979-1032931165)
- Ainsi va la France. Manifeste libéral, Paris, L'Observatoire, 2025, 432 p.  (ISBN 979-1032935293)

## Décoration
- Chevalier de l'ordre des Arts et des Lettres (arrêté du 18 décembre 2020)[84]